# 伍氏藍子魚
伍氏藍子魚為輻鰭魚綱鱸形目刺尾魚亞目藍子魚科的其中一種，於2005年由魚類學家John Ernest Randall和 Michel Kulbicki首次正式描述，模式產地為新喀里多尼亞努美阿的魚市，分布於西太平洋的新喀里多尼亞海域，棲息深度5-15公尺，本魚體呈橢圓形且側扁，其深度是其標準長度的2.3至2.4倍，頭部的背部輪廓是凹形，在背鰭前的頸背上有一個前脊椎，頭部和身體呈淡藍色，有許多淡黃色小斑點和高度不規則的窄黃色帶，背鰭硬棘8枚、背鰭軟條10枚、臀鰭硬棘7枚、臀鰭軟條9枚，硬棘具有毒腺，體長可達25公分，棲息在珊瑚礁區，成群活動，以藻類和浮游生物為食。 

## 擴展閱讀
維基物種上的相關：伍氏藍子魚